# 水野忠職
水野忠職（日语：／ Mizuno Tadamoto，1613年10月26日—1668年8月3日）是日本江戶時代前期大名，信濃松本藩主，沼津藩水野氏第2代，父親是初代藩主水野忠清。

## 生涯
寬永11年12月（1635年1月），忠職就任從五位下出羽守。正保4年（1647年）8月，他接任家督，以35歲之齡成為松本藩主，並且謁見江戶幕府征夷大將軍德川家光。
其後，忠職負責了江戶城的石牆普請，及後在承應元年（1652年）至承應3年（1654年）、萬治元年（1658年）至萬治2年（1659年）和寬文元年（1661年）至寬文2年（1662年），三度出任大坂城代。明曆2年（1656年），他的姑母，加藤清正的正室清淨院死後，其京都御屋敷轉讓了給他。萬治2年（1659年），他分封了5000石給弟弟水野忠增。寬文3年（1663年），他負責將軍德川家綱參拜日光東照宮時的警備。同年至享保10年（1725年）被改易為止，歷代松本藩主水野氏均奉幕府命令，在碓冰關和福島關發行女手形。寬文7年（1667年），他收留了被改易的安中藩主水野元知。
寬文8年6月26日（1668年8月3日），忠職在江戶死去，享年56歲。家督由次子水野忠直繼任。

## 內政
慶安2年（1649年），忠職在領内進行總檢地（又稱為慶安檢地），這次檢地惡評如潮，不斷出現要求再次檢地或從頭再來的呼聲，導致領內一些地方出現一時減稅一時加稅的混亂情況。另外，為了確立民政，他制定了領內通用的法度，定下百姓訴訟法等規定。寬文6年（1666年），歷時4年的飢荒爆發，忠職則在寬文7年（1667年）3月至10月頒佈規定，縮減釀酒商的數量，並且禁止其買賣，違反者罰款1貫文，另外又限制出售榖物、禁止生產煙草、定下7道節約令和奢侈禁止令。此外，他亦定下保護百姓的規則。
在這場飢荒中，松本藩遭到重創，忠職的評價亦一落千丈，被批評為讓百姓陷入苦難中，處理手法差劣。另外，他由於需要繳交昂貴的年貢，與百姓的貧困情況不相伯仲，其治下的松本藩的情況可說是非常嚴峻。然而，忠職本人則獲評為有才幹，可是未能達成的事卻太多。